# Assimil

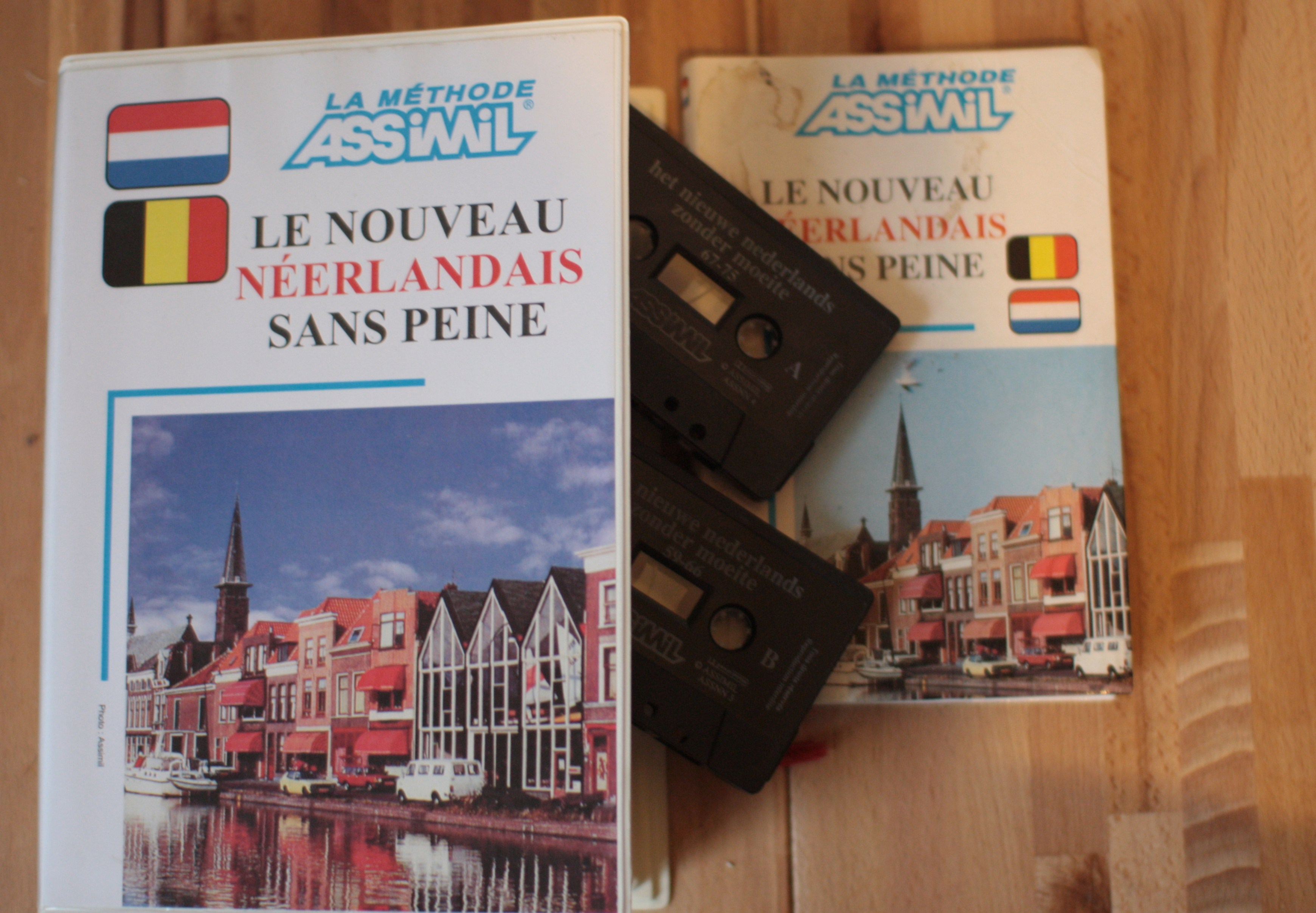
Assimil-taalcursus

Assimil is een Frans bedrijf, opgericht door Alphonse Chérel in 1929. Het maakt en publiceert cursussen voor vreemde talen.
De allereerste uitgave, Anglais sans peine (Engels zonder moeite) was in 1929 meteen een succes en legde de basis voor de Assimil-methode. Sindsdien heeft het bedrijf vele taalcursussen uitgebracht, ook met Nederlands als starttaal.

## Methode
De Assimil-methode voor vreemde talen bestaat eruit dat men elke dag een les uit de cursus doorneemt, wat ongeveer 20 minuten duurt. Er worden niet zo zeer woorden als wel hele zinnen aangeleerd zodat de taal op een natuurlijke manier wordt overgebracht (of geassimileerd). Op de linkerbladzijde staat telkens een stukje tekst in de vreemde taal en rechts de vertaling en grammaticale opmerkingen.
De cursus begint met een passieve fase waarin de vreemde taal enkel begrepen en niet gereproduceerd moet worden. Na 50 lessen volgt een actieve fase met een tweede golf. Men neemt dan elke dag ook de les van 50 dagen terug door om die actief te leren. De meeste boeken uit de Zonder moeite-reeks bestaan uit 100 lessen. Voor de uitspraak zijn er cd's, cassettes of USB-sticks waarop de lessen ingesproken zijn door moedertaalsprekers.
Het bedrijf publiceert:
- Zonder moeite-reeks, waarin de basis van een taal geleerd wordt.
- In de praktijk-reeks, met meer toegepaste woordenschat.

## Culturele impact
De Assimil-boeken zijn berucht vanwege hun vaak surrealistische en bizarre dialogen.
Als voorbeeld de eerste dialoog uit de cursus Nederlands:
```
-Goedendag, (...)
-Dag, meneer (...)
-Hoe maakt U het?
-Niet heel goed
-Bent U ziek?
-Nee, maar mijn vrouw is ziek,
 mijn dochter is ziek
 mijn zoon is ook in bed
 en mijn schoonmoeder
-Wat? Is Uw schoonmoeder ook ziek?
-Welnee, mijn schoonmoeder is nu bij ons thuis
[
1
]
```

De dialogen zijn vaak geparodieerd, onder meer door Eugène Ionesco in het toneelstuk La cantatrice chauve en door René Goscinny in het stripalbum Asterix bij de Britten.